# Peter Donat
Pierre Collingwood Donat (Kentville, Nueva Escocia; 20 de enero de 1928-Point Reyes Station, California; 10 de septiembre de 2018), conocido como Peter Donat, fue un actor estadounidense-canadiense conocido por sus papeles en la televisión estadounidense.

## Primeros años
Donat nació como Pierre Collingwood Donat en Kentville, Nueva Escocia, Canadá, hijo de Marie (née Bardet) y Philip Ernst Donat, un jardinero paisajista. Su tío era el actor británico Robert Donat. Peter emigró a los Estados Unidos en 1950, estudió en Yale University, y llamó la atención como actor de teatro en Cyrano de Bergerac.

## Carrera
En 1965, dio vida a Vince Conway en Moment of truth, el único serial canadiense retransmitido en una red televisiva comercial en los Estados Unidos.
Sus créditos incluyen: Misión: Imposible, Banacek, The Waltons, Hawái Cinco-O, Mannix, Los ángeles de Charlie, Lou Grant, Baa Baa Black Sheep, Dallas, Hart y Hart, Hill Street Blues y la serie Sara .
También protagonizó Cyrano de Bergerac en 1972 en el PBS Teatro de antología en América. Hizo apariciones regulares en Flamingo Road como Elmo Tyson y más recientemente como padre del agente Mulder en Expediente X
Donat también trabajó en películas. Algunas de las más prominentes incluyen El Padrino II (1974), The Hindenburg (1975), F.I.S.T. (1978), El síndrome de China (1979), La guerra de los Rose (1989), Skin Deep (1989) y The Game (1997). Donat era un miembro prominente del American Conservatory Theater (ACT).

## Vida personal
Donat estuvo casado con la actriz Michael Learned de 1956 hasta 1972. Tuvieron tres hijos — Caleb, Christopher y Lucas. Está actualmente casado con su segunda mujer, Marijke. Es ciudadano de Estados Unidos. 
Falleció el 10 de septiembre de 2018 a los 90 años tras complicaciones de la diabetes.

## Filmografía
- Laguna perdida (1958) - David Burnham
- Der Revolver des Korporals (1967) - Hilario
- El Padrino II (1974) - Questadt
- The Missiles of October (1974) - David Ormsby-Gore
- Russian Roulette (1975) - McDermott
- The Hindenburg (1975) - Reed Channing
- Billy Jack Goes to Washington (1977) - Ralph Butler
- Delta County, U.S.A. (1977) - John McCain Jr.
- Mirrors (1978) - Dr. Philip Godard
- F. I.S.T. (1978) - Arthur St. Clair
- A Different Story (1978) - Sills
- El síndrome de China (1979) - Don Jacovich
- Hanging by a Thread (1979) - Señor Durant
- Meteoro (1979) - Narrador (voz)
- Highpoint (1982) - Maronzella
- Ladies and Gentlemen, the Fabulous Stains (1982) - Harley Dennis
- I Am Joe's Eye (1983) - el ojo de Joe (voz)
- Represalia masiva (1984) - Lee Briscoe
- The Bay Boy (1984) -  Campbell
- Honeymoon (1985) - Novak
- Unfinished Business (1987) - Ferenzy
- Tucker: The Man and His Dream (1988) - Otto Kerner
- Skin Deep (1989) - Sparky
- La guerra de los Rose (1989) - Jason Larrabee
- The Babe (1992) - Harry Frazee
- School Ties (1992) - Dr. Bartram, el director
- The Game (1997) - Samuel Sutherland
- Red Corner (1997) - David McAndrews
- The Deep End (2001) - Jack Sala
- Never Die Twice (2001)
- x-files (1993) Mulder father